# Up Close
Up Close è l'ottavo album registrato live di Eric Johnson, pubblicato nel 2010.
È un gran ritorno quello del cinquantaseienne chitarrista statunitense con dei pezzi che spaziano moltissimo nel suo repertorio musicale, non manca l'elogio al Texas.

## Tracce
1. Awaken – 1:04
2. Fatdaddy – 2:44
3. Brilliant Room – 3:53
4. Texas – 6:02
5. Gem – 4:09
6. Traverse – 1:18
7. Austin – 4:01
8. Soul Surprise – 6:10
9. On The Way – 3:09
10. Arithmetic – 4:02
11. The Sea And The Mountain – 1:50
12. Vortexan – 3:04
13. A Change Has Come To Me – 5:20
14. Change (Revisited) – 1:39
15. Your Book – 4:15